# Звєрев Микола Сергійович
Мико́ла Сергі́йович Звє́рев (1832, поблизу Волоколамська — 1893, Москва) — російський піаніст, педагог. Учень Олександра Дюбюка та Адольфа Гензельта.

## Біографічні дані
Навчався на фізико-математичному факультеті Московського університету. Служив міністерським чиновником у Москві, Петербурзі.
Прославився як педагог, особливо початкового етапу навчання. Відкрив музичний пансіон у Москві.
Від 1870 року викладав у молодших класах Московської консерваторії (від 1883 року — професор).
Серед учнів Олександр Зілоті, Сергій Рахманінов, Олександр Скрябін, Костянтин Ігумнов.